# Vérteskethely
Vérteskethely là một thị trấn thuộc hạt Komárom-Esztergom, Hungary. Thị trấn này có diện tích 17,47 km², dân số năm 2010 là 576 người, mật độ 33 người/km².